# Lundulla bifurcata
Lundulla bifurcata is een hooiwagen uit de familie Podoctidae.